# Germaine Tailleferre

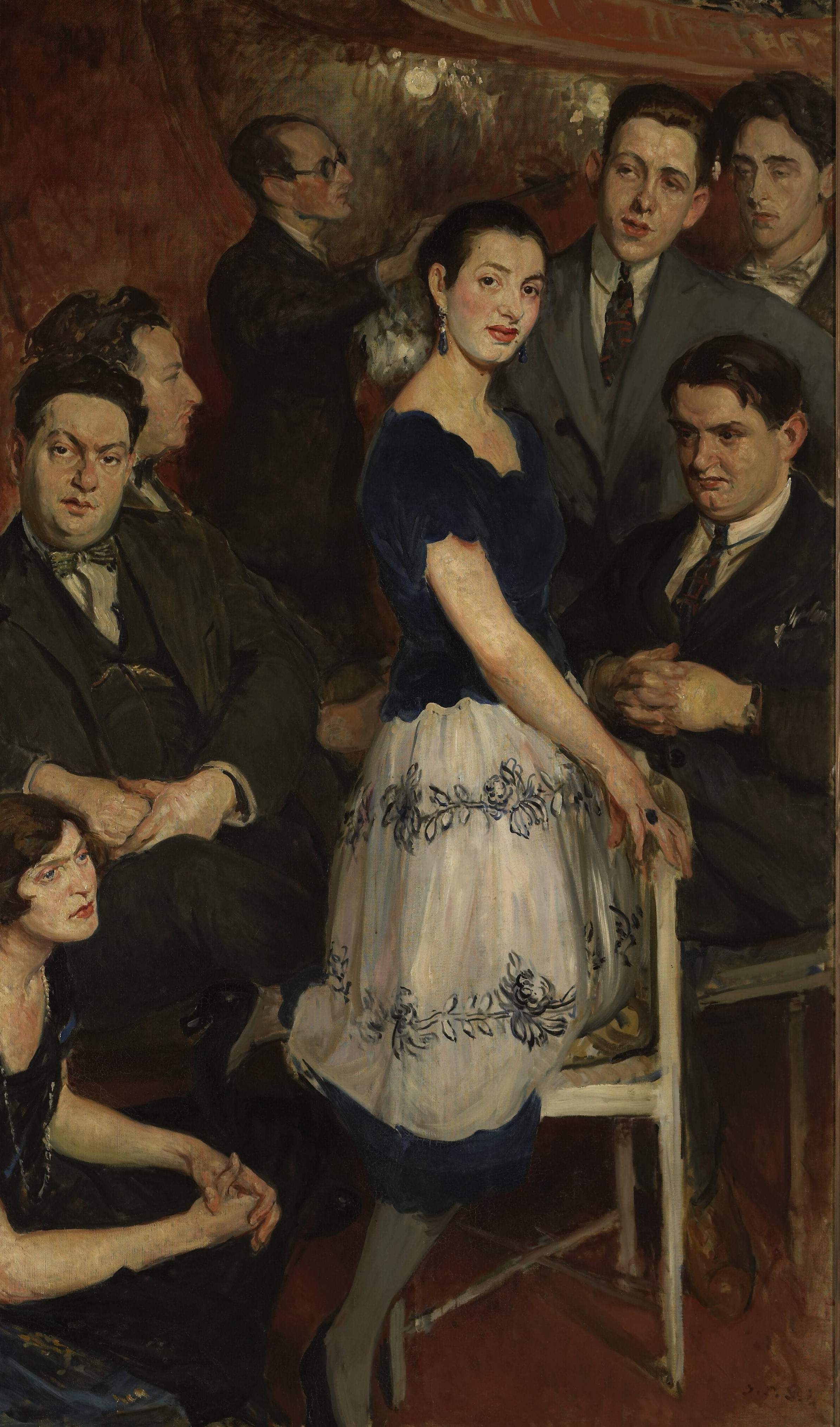
Fünf Mitglieder der Groupe des Six. Germaine Tailleferre links unten, hinter ihr Darius Milhaud, Arthur Honegger, Louis Durey. Rechts sitzt Georges Auric, dahinter Francis Poulenc und Jean Cocteau; im Zentrum die Pianistin Marcelle Meyer. (1922)

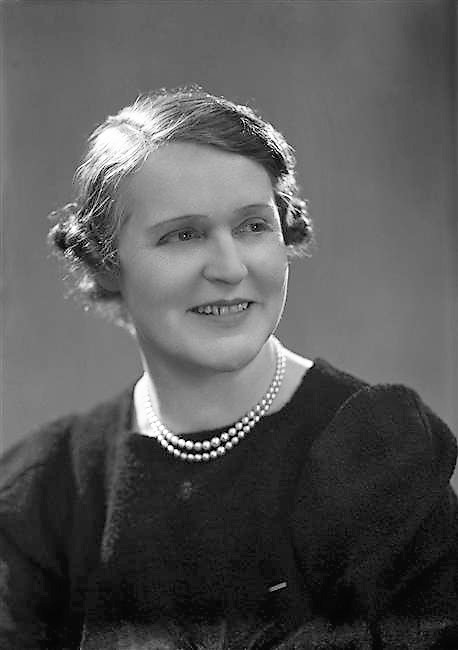
Germaine Tailleferre (1937)

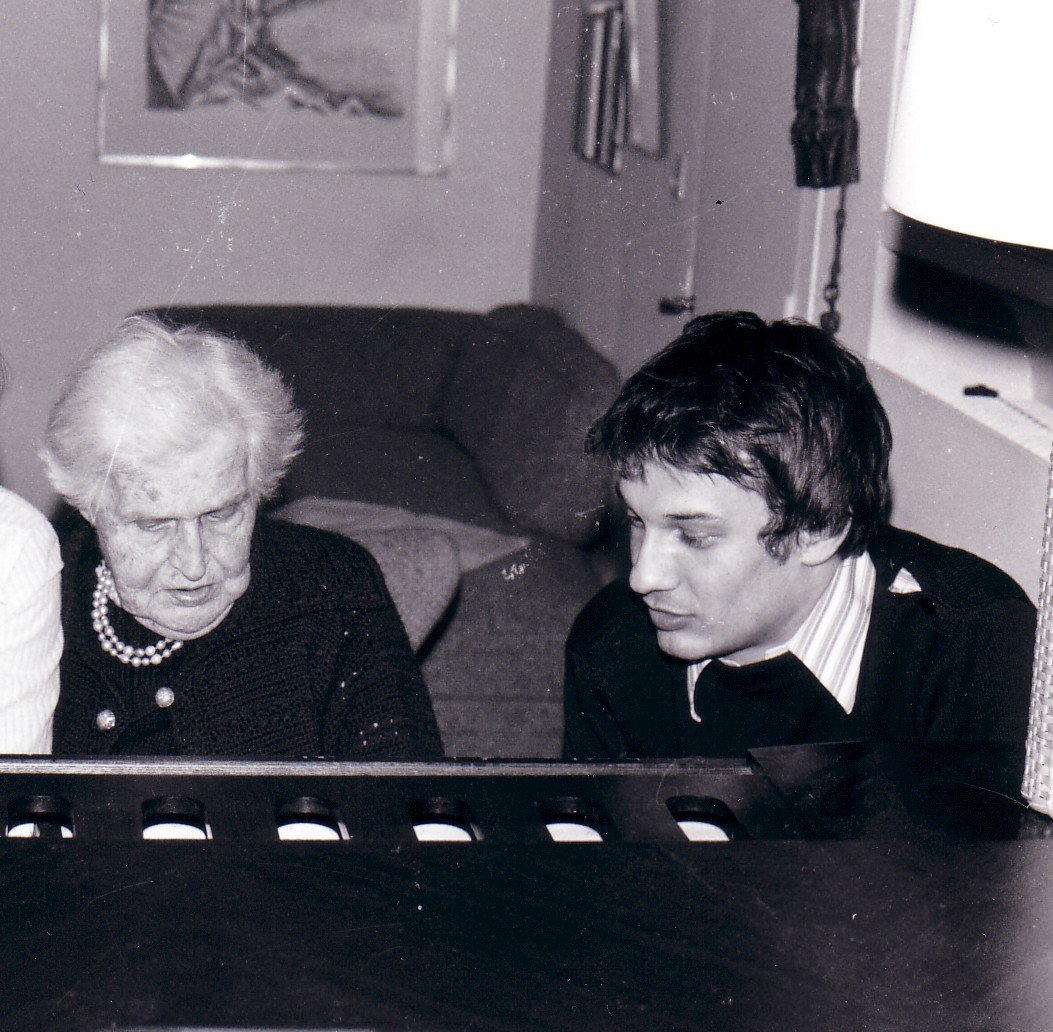
Germaine Tailleferre mit dem Bariton Mario Hacquard

Germaine Tailleferre (* 19. April 1892 in Saint-Maur-des-Fossés, Val-de-Marne; † 7. November 1983 in Paris; eigentlicher Name Germaine Taillefesse) war eine französische Komponistin. Sie war ein Mitglied der berühmten Groupe des Six, komponierte eine Vielzahl von Werken in verschiedenen Genres und hatte enge Beziehungen zu anderen Künstlern und Komponisten ihrer Zeit.

## Leben
Germaine Tailleferre wurde in der Nähe von Paris als Germaine Taillefesse geboren und änderte ihren Namen als junge Frau aus Trotz gegen ihren Vater, der sich weigerte, ihre musikalische Ausbildung zu unterstützen. Ihren ersten Klavierunterricht erhielt sie durch ihre Mutter und komponierte bereits einige kurze Stücke, bevor sie 1904 an das Konservatorium nach Paris wechselte. Dort machte sie bald die Bekanntschaft von Darius Milhaud, Georges Auric und Arthur Honegger.
Am Pariser Konservatorium gewann sie mehrere erste Preise in verschiedenen Disziplinen. Tailleferre war als einzige Frau Mitbegründerin und Mitglied der Groupe des Six, die das französische Musikleben um 1920 beeinflusste. Tailleferre war mit Maurice Ravel befreundet, bei dem sie auch Instrumentation studierte und der sie zur Teilnahme am Wettbewerb „Prix de Rome“ ermunterte. 1925 zog sie mit ihrem Ehemann, einem amerikanischen Karikaturisten, nach New York, kehrte jedoch 1927 nach Frankreich zurück. Als der Zweite Weltkrieg ausbrach, verließ sie Frankreich erneut und gelangte über Spanien und Portugal in die USA. Dort lebte und wirkte sie in Philadelphia, Pennsylvania. Nach dem Krieg kehrte sie nach Frankreich zurück.
Tailleferre schuf Werke nahezu aller musikalischen Gattungen, mehrere Opern, Ballettmusiken, Konzerte, Klavier- und Kammermusik (darunter ein Streichquartett, 1917/19), daneben auch Musik für Film und Fernsehen. Ein großer Teil ihrer Werke wurde erst nach ihrem Tod veröffentlicht. Stilistisch wird ihre Musik dem Pariser Neoklassizismus zugerechnet. Neuen musikalischen Techniken gegenüber erwies sie sich als aufgeschlossen. Durch ein vom zunehmenden Bewusstsein für Geschlechtergerechtigkeit  ausgehenden Interesse an der Musik von Komponistinnen findet Tailleferre in letzter Zeit auch vermehrt die gebührende Beachtung.

## Ehrungen
- Médaille de la Ville de Paris
- Prix Italia
- 1987 wurde in Arcueil (Département Val-de-Marne) wie auch in Bobigny (Département Seine-Saint-Denis) die Rue Germaine Tailleferre ihr zu Ehren benannt
- Ihr zu Ehren wurden in Bordeaux (Département Gironde), Quincy-Voisins (Département Seine-et-Marne), Tours (Département Indre-et-Loire) und Vitry-sur-Seine (Département Val-de-Marne) ebenfalls Straßen nach ihr benannt.
- 1992 widmete die französische Post Germaine Tailleferre eine Briefmarke (Entwurf von René Dessirier)
- 1999 benannte Paris nahe der Cité de la musique (19. Arrondissement) die Rue Germaine Tailleferre nach ihr
- Die Straßenbahn Île-de-France widmete ihr zu Ehren eine Haltestelle der Linie 9 (Vitry-sur-Seine)

## Werke (Auswahl)
- Quatuor à cordes in drei Sätzen: Modéré – Intermède – Final (1917/19)
- Jeux de plein air, für zwei Klaviere (1918)
- Fandango (1920) auf YouTube
- Les mariés de la Tour Eiffel (1921, zusammen mit den anderen Mitgliedern der Groupe des Six, jedoch ohne Louis Durey)
- Sonate Nr. 1 für Violine und Klavier (1922)
- Forlane pour flute et piano Editions Henry Lemoine, Paris
- Le Marchand d'oiseaux, Ballett (1923)
- Klavierkonzert Nr. 1 (1923) auf YouTube
- Concertino pour harpe et orchestre. 1926.
- 6 chansons françaises, für eine Singstimme und Klavier (1926)
- Il était un petit navire, Opéra comique (1951)
- Concerto des vaines paroles, für Bariton und Orchester (1956)
- Le maître, Kammeroper nach Eugène Ionesco (1961)
- Sonatine für Violine und Klavier (1973)
- Le Concerto de la Fidélité (1981)
- Suite Burlesque für Klavierduett (1981) auf YouTube